# 玛丽亚·金塔纳尔
玛丽亚·金塔纳尔（西班牙語：María Quintanal，1969年12月17日—），西班牙女子射击运动员。她曾代表西班牙参加1996年和2004年夏季奥林匹克运动会射击比赛，其中2004年奥运会获得一枚银牌。